# 第3届北京电影学院学院奖
第三届北京电影学院学院奖为评奖、铭牌、学术三部曲，旨在表彰北京电影学院师生及历届校友于2020-2021两年度在电影、电视艺术创作上的创作成果。
第3届北京电影学院学院奖2022年1月15日宣布启动、2022年1月15日至2022年2月28日征集参评作品、2022年4月18日公布提名名单、2022年7月18日公布获奖名单。
2023年6月25日，举办了学院奖铭牌揭牌仪式、及主题学术沙龙活动。揭牌仪式由“学院奖”评委会副主席钱学格主持，张艺谋、张嘉益、侯鸿亮、钱军、孙立军、扈强、周登富、夏钢等参加。沙龙活动由《北京电影学院学报》主编吴冠平教授主持，谢飞、吴曼芳、于冬、杨江、赵楠、林木等围绕“新时代影视创作中的匠人精神”进行了对谈。

## 评选范围
本届参评作品范围，电影为获电影局审查通过并于2020年1月1日至2021年12月31日在影院、电视台、网络平台正式公映者；电视作品为2020年1月1日至2021年12月31日在电视台或网络平台播出者（以首播时间为准）。参评学院奖主要由执行委员会、校友会及各院系共同推荐候选名单，广大校友都可推荐和自荐。凡北京电影学院在校师生及历届毕业生、结业生(本专科生、研究生等学历教育及继续教育、进修生、培训等非学历教育)及其作品均有参加评奖资格。其中，参评四项作品奖的作品以该片导演的学历资格为限。

## 评选流程
学院奖主席谢飞、副主席钱学格、周登富、夏钢。本届学院奖聚焦2020-2021两年度创作成果，经过校友自荐、互荐及各院系对本系校友创作成果的搜集、整理、筛选，依据评选程序要求严格把关组织投票，于2022年4月公布了各奖项提名名单。在此基础上，由电影学院教授会议（全体教授、副教授、艺术及科研系列高级职称人员组成）以无记名投票方式对各项提名进行表决。最终从45部影视剧，76位候选校友中产生获奖名单。

## 提名及获奖名单

### 作品奖
| 奖项名称     | 获奖名单     | 提名名单                                                                              |
| ------------ | ------------ | ------------------------------------------------------------------------------------- |
| 电影故事片奖 | 《悬崖之上》 | - 《悬崖之上》 - 《刺杀小说家》 - 《八佰》                                            |
| 剧集奖       |              | - 《光荣与梦想》 - 《平凡的荣耀》 - 《八角亭迷雾》                                    |
| 纪录片奖     |              | 空缺                                                                                  |
| 动画片奖     |              | - 《最可爱的人》 - 《新大头儿子和小头爸爸4：完美爸爸》 - 《大耳朵图图之霸王龙在行动》 |

### 单项奖
按姓氏笔画排序
| 奖项名称     | 获奖名单                   | 提名名单                                                              |
| ------------ | -------------------------- | --------------------------------------------------------------------- |
| 电影导演奖   | 王瑞《白云之下》           | - 王瑞《白云之下》 - 娄烨《兰心大剧院》 - 张艺谋《悬崖之上》          |
| 电视剧导演奖 |                            | - 刘江《光荣与梦想》 - 吕行《平凡的荣耀》 - 王小帅《八角亭迷雾》      |
| 电影编剧奖   |                            | - 邵逸辉《爱情神话》 - 陈枰《白云之下》 - 薛晓路等 《穿过寒冬拥抱你》 |
| 电视剧编剧奖 |                            | - 赵宁宇《光荣与梦想》 - 潘依然等《隐秘的角落》 - 马晓勇《装台》      |
| 电影表演奖   |                            | - 张小斐《你好，李焕英》 - 张子枫《我的姐姐》 - 张颂文《革命者》      |
| 电视剧表演奖 | 张嘉译《装台》、《山海情》 | - 张嘉译《装台》、《山海情》 - 刘琳《隐秘的角落》 - 热依扎《山海情》  |
| 电影摄影奖   |                            | - 曹郁《八佰》 - 李伟《白云之下》 - 赵小丁《悬崖之上》                |
| 电视剧摄影奖 |                            | - 曾念平《大宋宫词》 - 罗攀《中国》 - 赵小丁《北辙南辕》              |
| 电影美术奖   | 林木《悬崖之上》           | - 林木《悬崖之上》 - 孙立《夺冠》 - 林潮翔《一秒钟》                  |
| 电视剧美术奖 |                            | - 李佳宁《隐秘的角落》 - 吕峰《大江大河2》 - 邢柳亭《扫黑风暴》       |
| 电影录音奖   | 杨江、赵楠《悬崖之上》     | - 杨江、赵楠《悬崖之上》 - 刘晓莎《刺杀小说家》                       |
| 电视剧录音奖 |                            | 空缺                                                                  |
| 电影制片人奖 | 于冬《长津湖》             | - 于冬《长津湖》 - 李宁《你好，李焕英》 - 齐康《棒！少年》            |
| 电视剧制片奖 | 侯鸿亮《山海情》           | - 何俊逸等《隐秘的角落》 - 侯鸿亮《山海情》                           |
| 图片奖       |                            | 空缺                                                                  |
| 电影技术奖   |                            | - 张亘《1921》（调色师） - 马力《扬名立万》（后期制片公司之技术总监） |
| 电视剧技术奖 |                            | - 朱宏宣《你是我的荣耀》（调色师） - 劳祥源《赘婿》（调色师）         |